# Randia carlosiana
Randia carlosiana är en måreväxtart som beskrevs av Kurt Krause. Randia carlosiana ingår i släktet Randia och familjen måreväxter. Inga underarter finns listade i Catalogue of Life.